# Gheorghe Danielov
Gheorghe Danielov (Jurilovca, 20 de abril de 1948) es un deportista rumano que compitió en piragüismo en la modalidad de aguas tranquilas.
Participó en los Juegos Olímpicos de Montreal 1976, obteniendo una medalla de plata en la prueba de C2 1000 m. Ganó cinco medallas en el Campeonato Mundial de Piragüismo entre los años 1971 y 1975.

## Palmarés internacional
| Juegos Olímpicos   | Juegos Olímpicos          | Juegos Olímpicos | Juegos Olímpicos |
| Año                | Lugar                     | Medalla          | Evento           |
| ------------------ | ------------------------- | ---------------- | ---------------- |
| 1976               | Montreal (Canadá)         | Medalla de plata | C2 1000 m        |
| Campeonato Mundial |                           |                  |                  |
| Año                | Lugar                     | Medalla          | Evento           |
| 1971               | Belgrado (Yugoslavia)     | Medalla de oro   | C2 500 m         |
| 1973               | Tampere (Finlandia)       | Medalla de plata | C2 500 m         |
| 1973               | Tampere (Finlandia)       | Medalla de oro   | C2 1000 m        |
| 1974               | Ciudad de México (México) | Medalla de plata | C2 500 m         |
| 1975               | Belgrado (Yugoslavia)     | Medalla de plata | C2 1000 m        |